# Иван Петков (футболист, р. 1997)
Вижте пояснителната страница за други личности с името Иван Петков.
Иван Петков (роден на 24 януари 1997 г. в Плевен, България) е български футболист, играе като ляв полузащитник и се състезава за Спартак Плевен.

## Клубна кариера

### Спартак Плевен
Петков е капитан на младшата възраст на Спартак, печели много награди в национални и международни състезания и през 2013 е привлечен в Академията на Литекс. През 2017 се завръща в мъжкия отбор на Спартак, който се състезава във Втора лига.